# Kolotii, Reșetîlivka
Kolotii (în ucraineană Колотії) este un sat în așezarea urbană Reșetîlivka din regiunea Poltava, Ucraina.

## Demografie
Componența lingvistică a localității Kolotii
     Ucraineană (97,63%)
     Rusă (2,15%)
     Alte limbi (0,22%)
Conform recensământului din 2001, majoritatea populației localității Kolotii era vorbitoare de ucraineană (97,63%), existând în minoritate și vorbitori de rusă (2,15%).

## Galerie

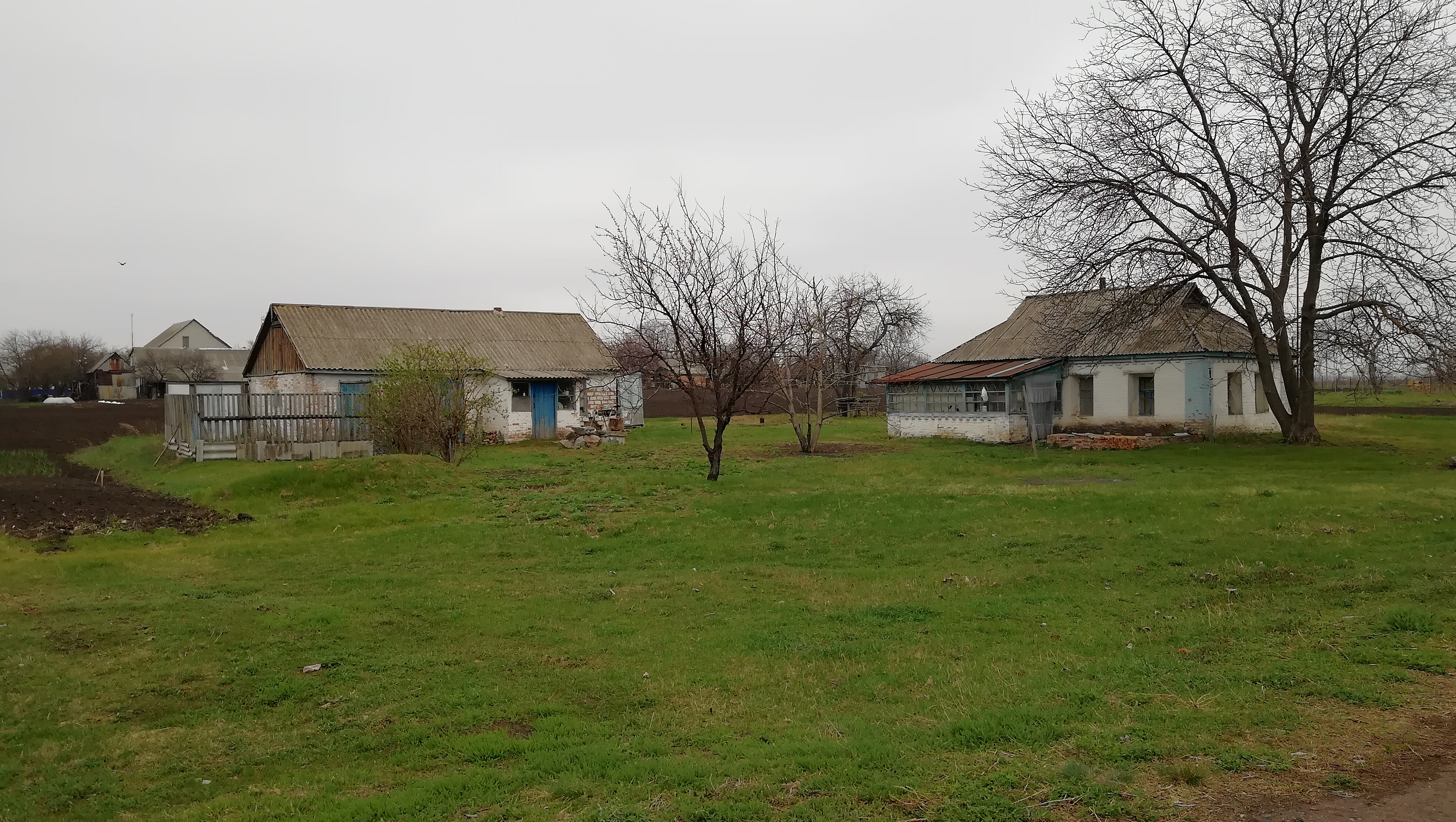
Kolotii, 2019.
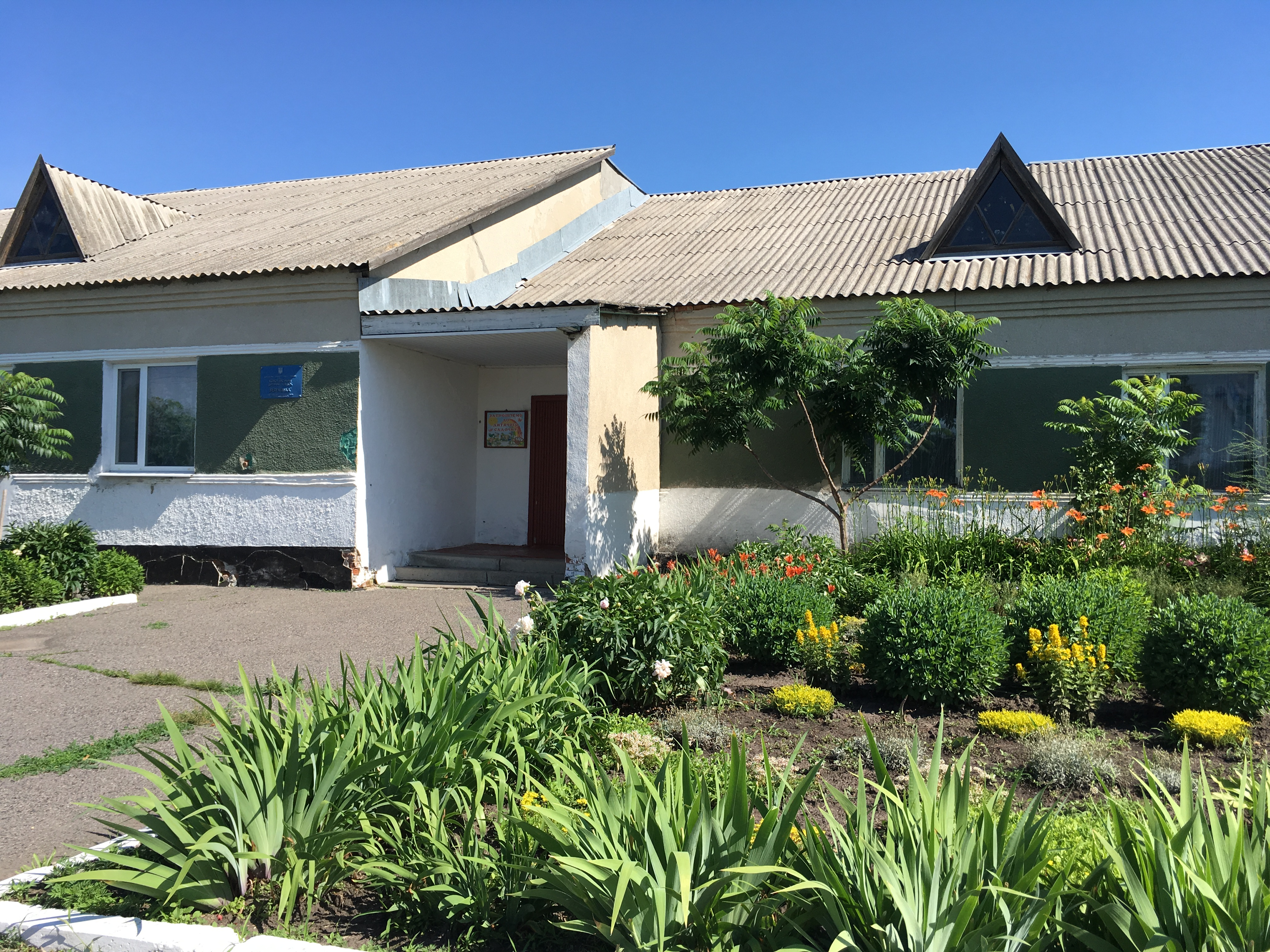
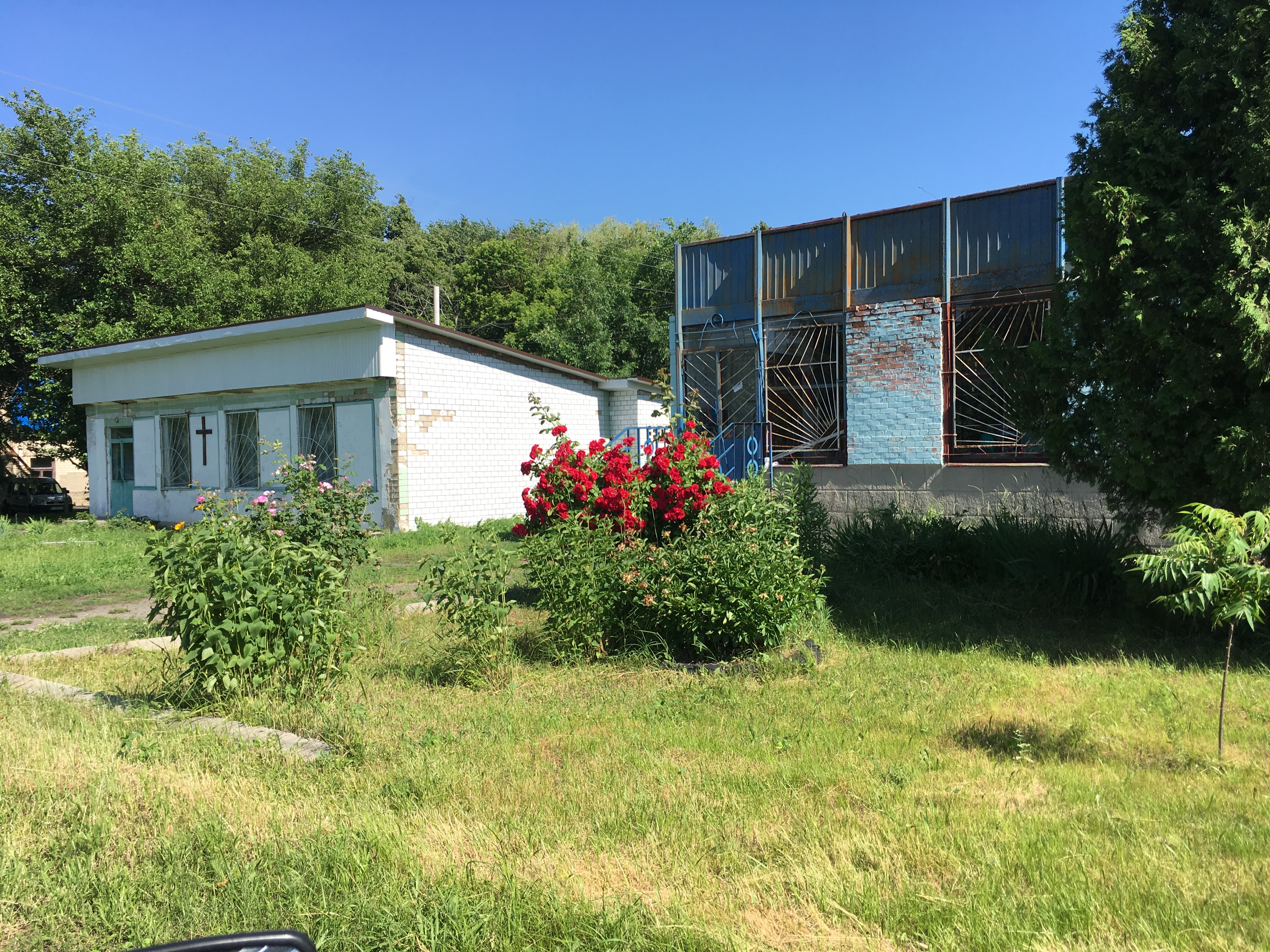
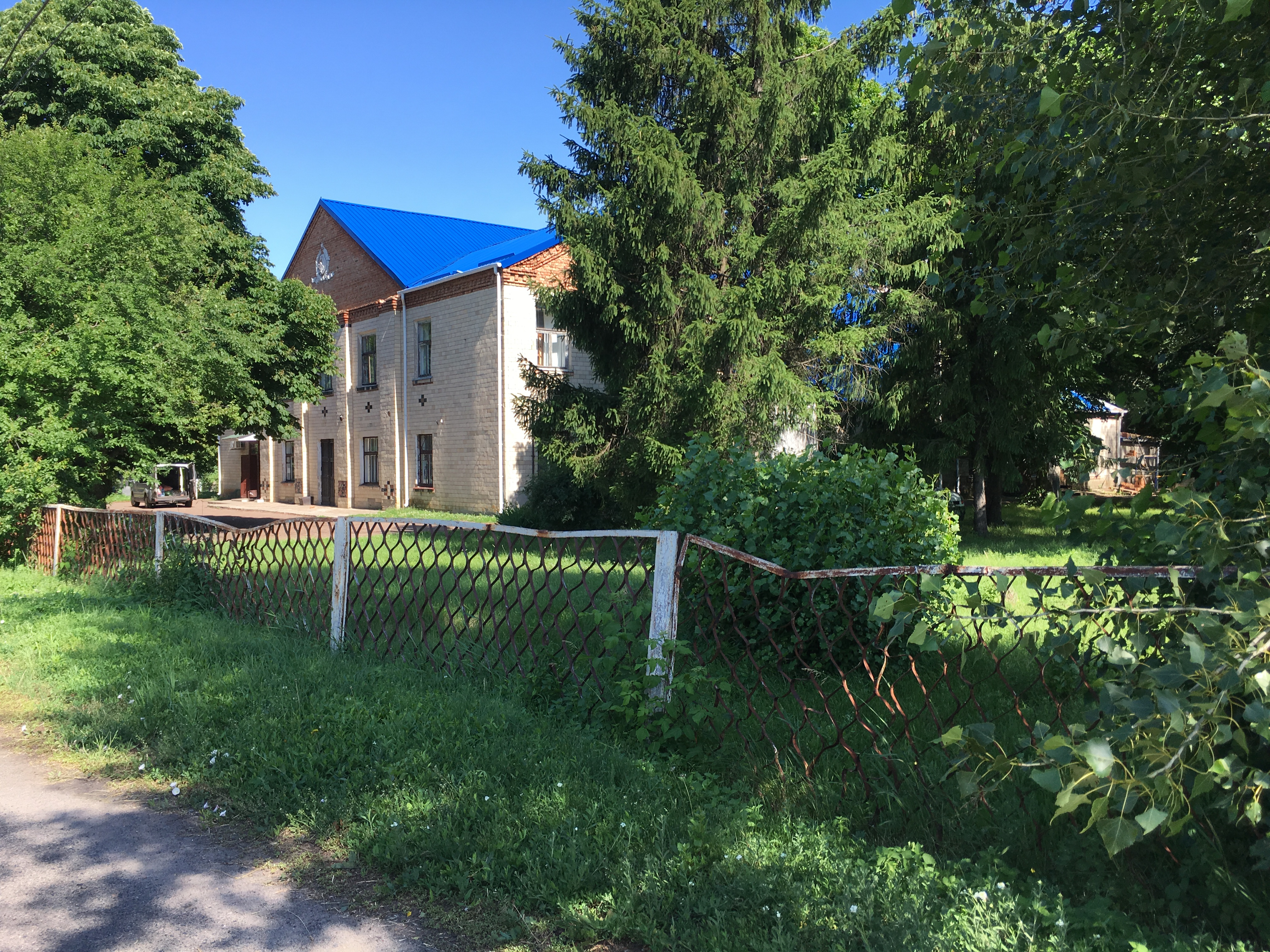
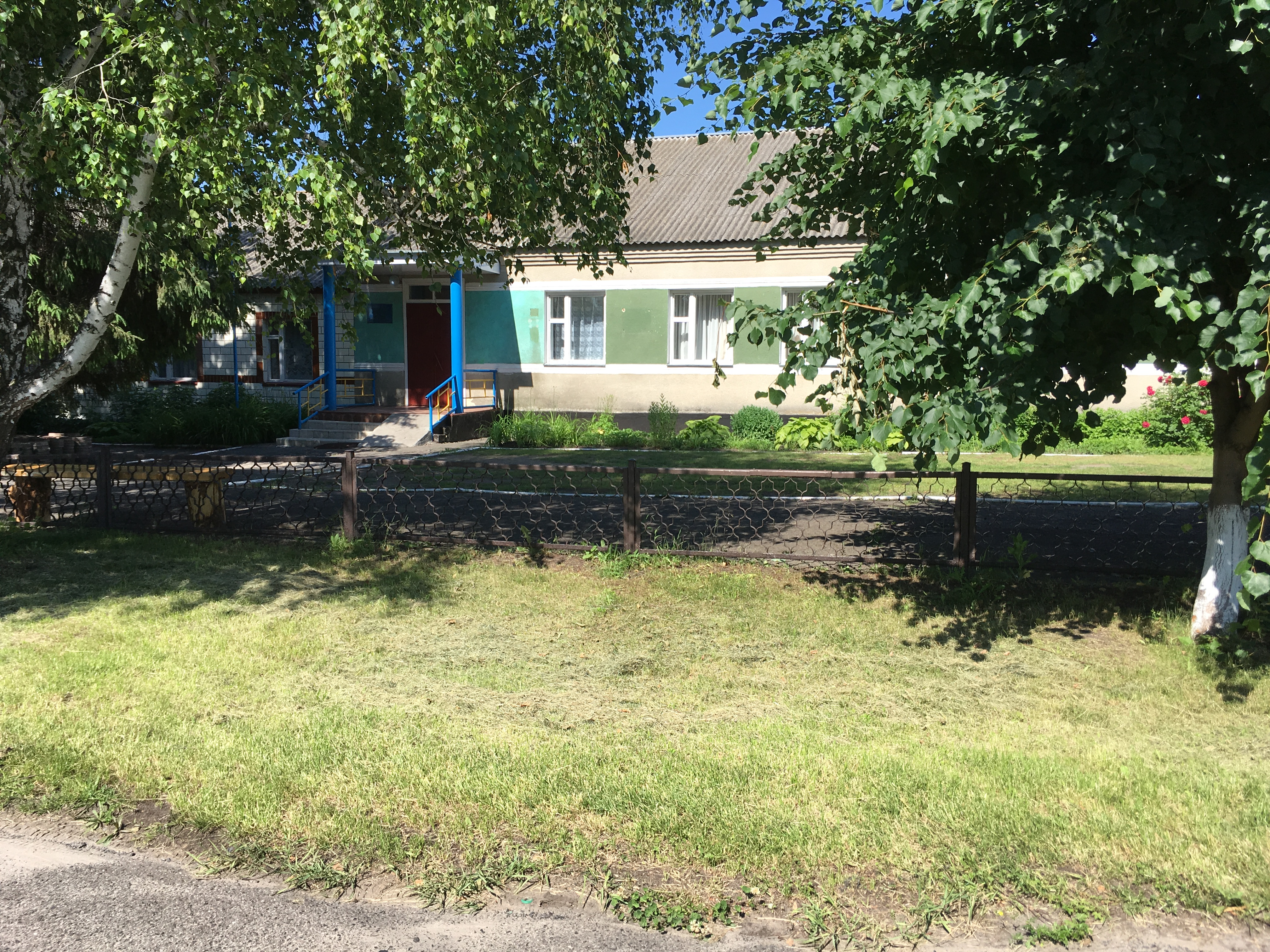
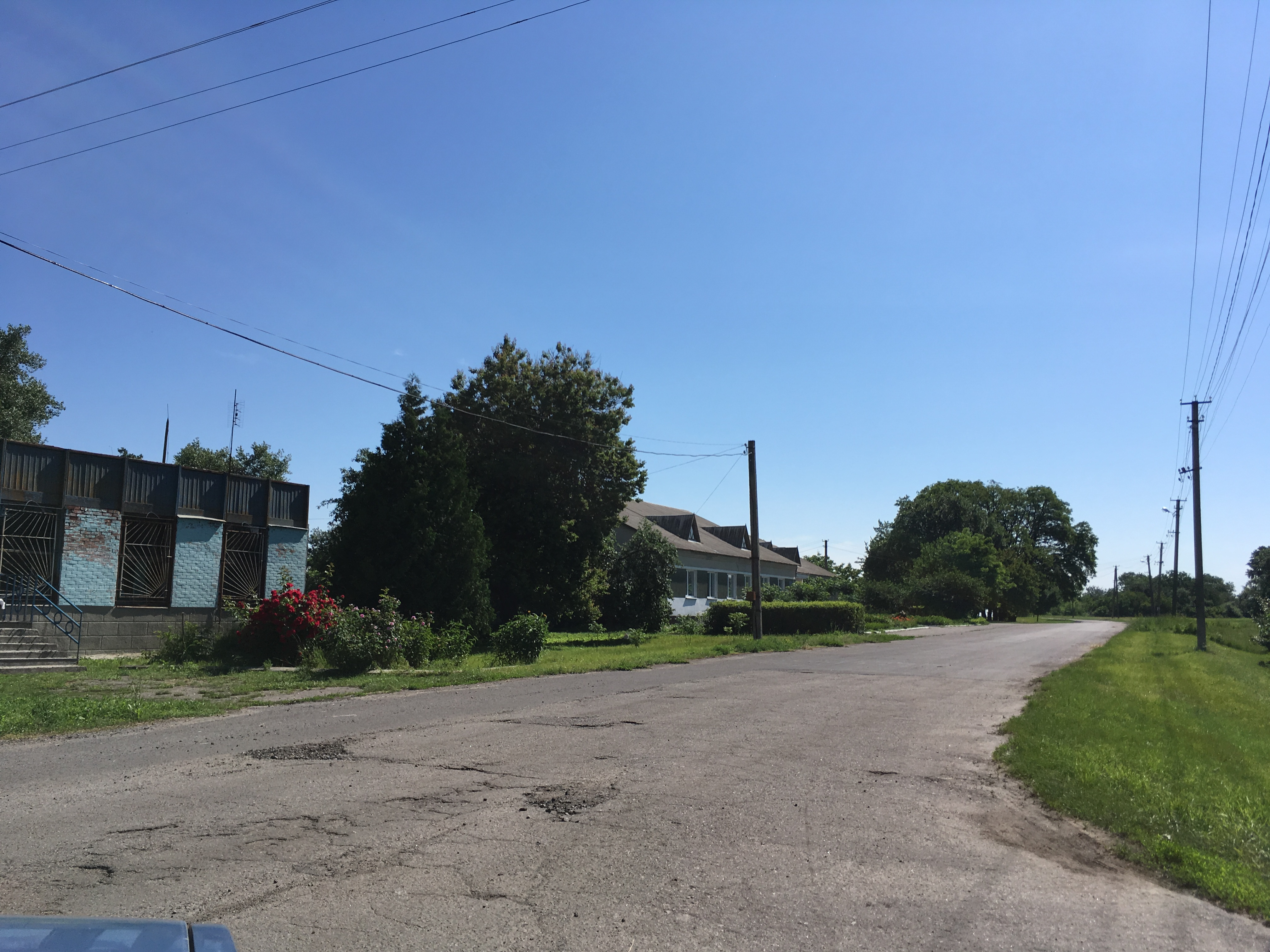
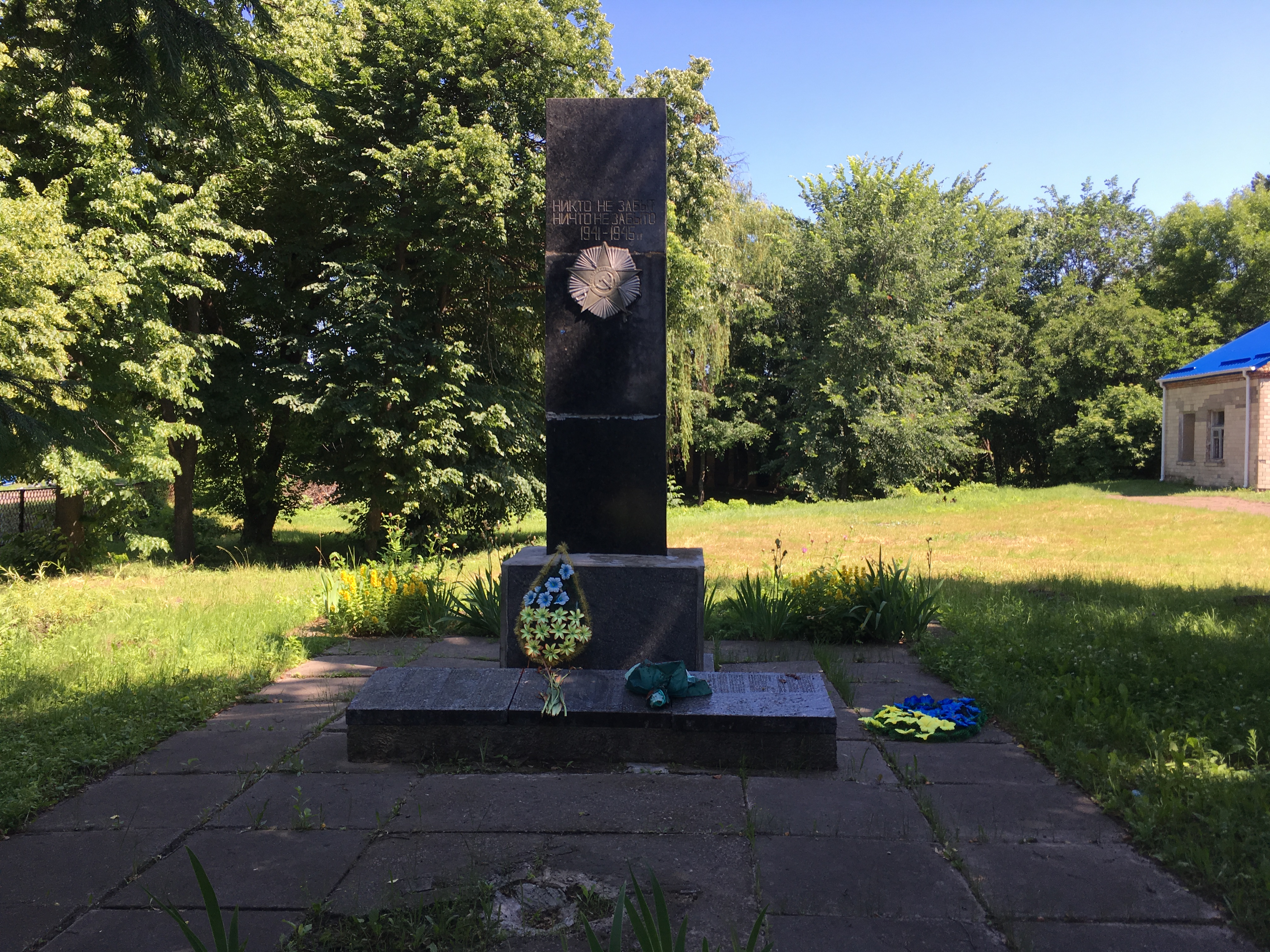